# Could You Blame Her
Could You Blame Her è un cortometraggio muto del 1914 diretto da Al Christie. Prodotto dalla Nestor di David Horsley e distribuito dall'Universal Film Manufacturing Company, aveva come interpreti Eddie Lyons, Victoria Forde, Stella Adams e Russell Bassett.

## Trama
Bob Brown, volendo comprare un regalo alla moglie per il suo compleanno, decide per un abito alla moda. La modista scelta deve però trovare una modella che le servirà per le misure del vestito e che sarà, per uno strano caso, proprio la stessa signora Brown. La moglie di Bob, infatti, ha deciso anche lei che vuole un abito nuovo. Alla ricerca di una sarta, capita dalla stessa modista assunta dal marito. Lì, accetta di fare da modella per quello che, scoprirà poi, è il vestito pagato da un certo signor Brown, una sorpresa che lui vuole fare alla moglie per il compleanno.  Il maritino è chiamato in causa per assistere alla prima prova del vestito su una modella. Ma la moglie se ne va via con l'abito e la modista denuncia il furto alla polizia. Quando viene arrestata, la signora Brown - messa in una cella - viene alla fine liberata dal marito.

## Produzione
Il film fu prodotto dalla Nestor Film Company.

## Distribuzione
Distribuito dall'Universal Film Manufacturing Company, il film - un cortometraggio di una bobina - uscì nelle sale cinematografiche statunitensi il 22 maggio 1914.